# Millery (Côte-d'Or)
Millery es una comuna y población de Francia, en la región de Borgoña, departamento de Côte-d'Or, en el distrito de Montbard y cantón de Semur-en-Auxois.
Su población municipal en 2008 era de 372 habitantes.
Está integrada en la Communauté de communes du Sinémurien.

## Demografía
| 696 | 524 | 757 | 674 | 621 | 629 | 603 | 605 | 556 | 549 | 532 | 493 | 479 | 454 | 425 | 410 | 392 | 395 | 380 | 331 | 310 | 307 | 287 | 295 | 273 | 267 | 234 | 207 | 234 | 281 | 344 | 347 | 372 |
| Para los censos de 1962 a 1999 la población legal corresponde a la población sin duplicidades (Fuente: INSEE [Consultar]) |     |     |     |     |     |     |     |     |     |     |     |     |     |     |     |     |     |     |     |     |     |     |     |     |     |     |     |     |     |     |     |     |